# Pałac Rembielińskiego w Warszawie
Pałac Rembielińskiego, także pałac Lesserów – pałac znajdujący się w Warszawie przy Alejach Ujazdowskich 6a (przy skrzyżowaniu z ul. Piękną).

## Opis
Budowę pałacu rozpoczął Aleksander Rembieliński w 1859 na gruncie nabytym od Stanisława Lessera. Projektantem był Franciszkek Maria Lanci, który nadał pałacowi formy renesansowe.  Nieukończywszy prac budowlanych, Rembieliński sprzedał budynek Janowi Kurtzowi i Stanisławowi Radyńskiemu. Kurtz stał się jedynym właścicielem pałacu; w 1865 ukończył jego budowę.
W 1874 właścicielką pałacu została Maria Jankowska. W 1900 roku pałac nabyła łódzka Spółka Akcyjna Wyrobów Bawełnianych Izraela Poznańskiego. Podczas dwudziestolecia międzywojennego w pałacu mieściło się Poselstwo Danii (1923-1928). Od 1935 jego właścicielem był Abraham Sojka.
Od ok. 1935 w apartamencie znajdującym się na pierwszym piętrze od strony parku Ujazdowskiego mieszkał Tadeusz Dołęga-Mostowicz.
Budynek ucierpiał podczas II wojny światowej. Odbudowano go w 1949 pod kierunkiem Eugeniusza Wierzbickiego, Jana Mokrzyńskiego i Wacława Kłyszewskiego. Podczas odbudowy usunięto ruiny sąsiednich kamienic w wyniku czego pałac stał się budowlą wolnostojącą, z nową elewacją od ulicy Matejki. Od końca lat 40. mieściły się w nim biblioteka, archiwum oraz ośrodek szkolenia Polskiej Zjednoczonej Partii Robotniczej, następnie Wydział Historii Partii KC PZPR (1955), a później szkoła muzyczna. Następnie był siedzibą Zarządu Głównego i Zarządu Okręgu Związku Bojowników o Wolność i Demokrację. Od lat 90. mieści się w nim Zarząd Główny Związku Kombatantów RP i Byłych Więźniów Politycznych. Swoją siedzibę ma tam również Press Club Polska.
W 1965 pałac został wpisany do rejestru zabytków jako willa Poznańskich.

## Tablice pamiątkowe
- Tablica upamiętniająca obrzucenie granatami 15 lipca 1943 przez grupę żołnierzy Gwardii Ludowej kolumny SA osłonięta w marcu 1952[8].
- Tablica upamiętniająca Zygmunta Rumla.